# В тени моего отца: Дочь вспоминает Орсона Уэллса
«В тени моего отца: Дочь вспоминает Орсона Уэллса» (англ. In My Father's Shadow: A Daughter Remembers Orson Welles) —   биографическая книга, посвящённая американскому актёру, режиссёру и сценаристу кино Орсону Уэллсу. Написана его старшей дочерью от первого брака Кристофер Уэллс Федер.

## Содержание
Быть ребёнком звезды может быть очень непросто, и быть старшей из трех дочерей Орсона Уэллса —  не исключение. Кристофер признаётся, что даже её имя, чаще даруемое мальчикам, доставляло ей с детства массу неудобств.
Крис родилась в 1938 году и выросла в золотые годы Голливуда. Её обожающий и веселый отец был рядом, даже после того, как он развёлся с её матерью, актрисой Вирджинией Николсон, в 1940-м. Следующей его супругой стала знаменитая Рита Хейворт, на которой он женился в 1943 году, и выходные в их доме были для девочки незабываемо счастливыми.
Её угрюмая мать вышла замуж за встревоженного англичанина и поселилась в Южной Африке, с готовностью переняв взгляды белых южноафриканцев 1950-х годов. Крис же не вела себя правильно в глазах   отчима, и после несчастливого времени в школе-интернате её отправили в аналогичное заведение в Швейцарии. Она редко видела своего отца, который теперь был женат на своей третьей жене, Паоле Мори, с другой дочерью на подходе. «Проблема в том, что Орсон понятия не имеет, как быть твоим отцом», — говорила ей мать.
Но это далеко не горькая история. Были печальные времена, когда Орсон не появлялся, и Крис весь день стояла у входной двери, ожидая звука своей машины, но он был любящим отцом, когда они были вместе, и у них были замечательные каникулы в Италии. Только когда она стала старше, Крис начала осознавать значение  отца и то внимание, с которым он к ней относился.